# Betty Bryson
Pour les articles homonymes, voir Bryson.
Betty Bryson, née Elizabeth Meiklejohn le 5 octobre 1911 et morte le 18 février 1984, est une actrice et danseuse américaine du début des années 1930.

## Biographie
Betty Bryson est élevée à Los Angeles. Le nom de famille de sa mère est Brison. Nièce de l'acteur Warner Baxter et de l'actrice Winifred Bryson, elle fréquente la Fairfax High School (en) de la ville. Son premier grand rôle est sur scène dans The Vulture avec la Pasadena Community Playhouse. Puis, elle est danseuse dans la compagnie de la Compagnie de l'Opéra de Saint-Charles (en).
Elle fait partie de la promotion des Baby Stars de la Western Associated Motion Picture Advertisers (WAMPAS) de 1934, dernière année de l'attribution du titre, avec Lu Ann Meredith, Gigi Parrish et Hazel Hayes.
Elle tourne, la même année dans quatre films dont Hollywood on Parade No. B-13, It's Good To Be Alive et Kiss and Make-Up avec Carole Lombard et Cary Grant.
Son extrême ressemblance avec l'actrice Janet Gaynor fut un handicap, dans la mesure où les studios ne lui laissèrent pas la chance d'exprimer, dans des premiers rôles, son jeu de scène très personnel. Elle est cantonnée dans des rôles secondaires moins importants et donc boycottée par les photographes de magazines. De surcroît, Hollywood n'était pas enclin à la caster de peur de choquer[pourquoi ?], et le public et le monde du cinéma, dans des films où à cette époque[Quoi ?], son oncle était très demandé dans des rôles d'homme mûr tombant amoureux de jeunes premières, rôles tenus notamment par Gaynor.
Le 21 juin 1936, elle épouse LeRoy Prinz à Yuma, un chorégraphe et réalisateur de la Paramount avec lequel elle aura, l'année suivante, un fils nommé Leroy Jerome Prinz Jr.,.
Elizabeth Prinz, alias Betty Bryson meurt en 1984 à Los Angeles, à l'âge de 72 ans. Elle est inhumée au cimetière national de Los Angeles (en).

## Filmographie

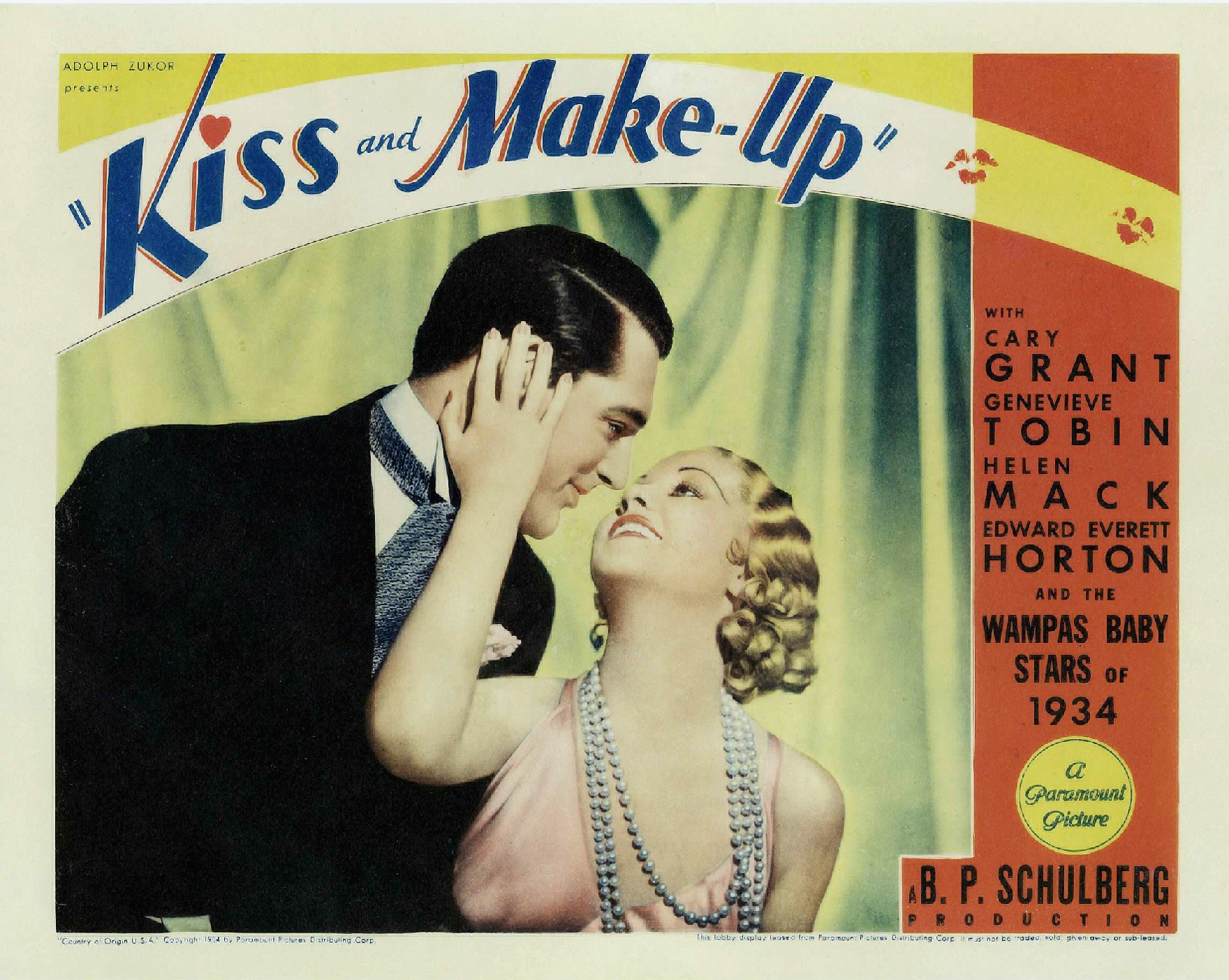
Affiche du film Kiss and make up (1934).

- 1933 : I Loved You Wednesday de Henry King et William Cameron Menzies : une danseuse
- 1933 : It's Good To Be Alive de Alfred L. Werker (non créditée)
- 1934 :  Kiss and Make-Up de Harlan Thompson : une cliente
- 1934 : Young and Beautiful de Joseph Santley : une WAMPAS
- 1934 : Hollywood on Parade No. B-13 de Louis Lewyn : une WAMPAS
- 1934 : 365 Nights In Hollywood de George Marshall
- 1935 :  Meurtre au Grand Hôtel de Eugene Forde
- 1935 :  Charlie Chan in Paris de  Lewis Seiler
- 1939 : The Great Victor Herbert de Andrew L. Stone
- 1941 : Fiesta (en) de LeRoy Prinz
- 1944 : L'amour est une mélodie de David Butler
- 1944 : Hollywood Canteen de Delmer Daves